# Darren Muselet
Darren Muselet (Boulogne-sur-Mer, 28 agosto 1997) è un attore francese.

## Biografia
È nato a Boulogne-sur-Mer, nel dipartimento del Passo di Calais, nella regione Alta Francia.
Nel 2019 ha recitato nel film The Specials - Fuori dal comune, con Vincent Cassel, Reda Kateb e Hélène Vincent,, candidato al premio César come miglior film.
Il regista Frédéric Carpentier lo ha scelto per impersonare il ruolo di Kevin nel lungometraggio Jeunesse sauvage, uscito nelle sale il 22 luglio 2019.
È stato protagonista, assieme al rapper Mohamed Sylla, noto come MHD, in Mon frère - Tutto per mio fratello, diretto da Julien Abraham, distribuito da BAC Films e dalla piattaforma Netflix. Nella pellicola interpreta Enzo un giovane orfano, abusato sessualmente dal padre, finito in un centro educativo a causa dei suoi comportamenti violenti.

## Filmografia
- The Specials - Fuori dal comune (Hors normes), regia di Olivier Nakache e Éric Toledano (2019)
- Jeunesse sauvage, regia di Frédéric Carpentier (2019)
- Mon frère - Tutto per mio fratello (Mon frère), regia di Julien Abraham (2019)
- November - I cinque giorni dopo il Bataclan (Novembre), regia di Cédric Jimenez (2022)
- 2025 Malditos (serie tv)

## Doppiatori italiani
Nelle versioni in italiano dei suoi film, Darren Muselet è stato doppiato da:
- Alberto Franco in Ça, c'est Paris